# Ха-Коэн, Давид
Давид Ха-Коэн (ивр. דוד הכהן‎; род. 20 октября 1898 года, Гомель, Могилёвская губерния, Российская империя — 19 февраля 1984 года, Израиль) — израильский политик, депутат кнессета (1, 2, 3, 4, 5, 6 созывы).

## Биография
Давид Ха-Коэн родился 20 октября 1898 года в Гомеле (Российская империя, ныне — Республика Беларусь). Его отец Мордехай бен Гилель Ха-Коэн был сионистским активистом и писателем. Его матерью была Шифра Певзнер, сестра сионистского активиста Шмуэля Иосифа Певзнера.
Давид Ха-Коэн учился в реформированном хедере в Гомеле. В 1907 году его семья переехала в Палестину, где он окончил гимназию «Герцлия» в Тель-Авиве. В 1916 году Ха-Коэн был призван в армию Османской империи.
С 1919 по 1923 год он изучал юриспруденцию и экономику в Лондоне. Затем вернулся в Палестину и возглавил «Ведомство по делам общественных работ и проектирования».
Давид Ха-Коэн был делегатом сионистского конгресса в 1939 году в Женеве, а затем и в 1946 году в Базеле. Был членом городского совета Хайфы, активистом «Хаганы» и Ахдут ха-Авода. Дом Ха-Коэна использовался французскими военными как радиостанция, ведущая пропаганду на вишистские войска.
В 1946 году Ха-Коэн был заключен в тюрьму Латруна, это произошло в ходе операции «Агата», направленной против сионистского подполья в Палестине.
После провозглашения независимости Израиля Ха-Коэн вошел в предвыборный список МАПАЙ, в кнессете 1-го созыва работал в комиссии по внутренним делам. Затем он был переизбран в кнессет в 1951 году, но уже через два года покинул его, чтобы стать послом в Бирме. Его мандат в парламенте достался Баруху Камину.
Вернувшись в Израиль, Ха-Коэн был членом кнессета в 1955-1969 годах. Входил в комиссию по иностранным делам и безопасности, комиссию по внутренним делам и законодательную комиссию. Имел звание почетного гражданина Хайфы.
Давид Ха-Коэн умер в 1984 году в возрасте 85 лет.  Именем Ха-Коэна назван музей Музей нелегальной иммиграции и ВМФ Израиля в Хайфе.

### Семья
У Давида Ха-Коэна широкие родственные связи в военно-политической элите Израиля. Ха-Коэн был сыном писателя, бизнесмена и сиониста Мордехая Бен-Гилеля Ха-Коэна и его жены Шифры Певзнер, брат которой — сионист Шмуэль Певзнер — был женат на дочери Ахад-ха-Ама Лее.
Первая жена Ха-Коэна, Рут Кравцова, также была сионистской деятельницей в Палестине.